# Episodi di Paul Temple (quarta stagione)
La quarta stagione della serie televisiva Paul Temple è stata trasmessa in anteprima nel Regno Unito dalla BBC tra il 9 giugno 1971 e il 1º settembre 1971.
| nº | Titolo originale                          | Titolo italiano | Prima TV UK       | Prima TV Italia |
| -- | ----------------------------------------- | --------------- | ----------------- | --------------- |
| 1  | Paper Chase                               |                 | 9 giugno 1971     |                 |
| 2  | Death Sentence                            |                 | 16 giugno 1971    |                 |
| 3  | Ricochet                                  |                 | 23 giugno 1971    |                 |
| 4  | With Friends Like You, Who Needs Enemies? |                 | 30 giugno 1971    |                 |
| 5  | Party Piece                               |                 | 7 luglio 1971     |                 |
| 6  | The Quick and the Dead                    |                 | 14 luglio 1971    |                 |
| 7  | The Man Who Forged Real Money             |                 | 21 luglio 1971    |                 |
| 8  | A Family Affair                           |                 | 28 luglio 1971    |                 |
| 9  | The Guilty Must Die                       |                 | 4 agosto 1971     |                 |
| 10 | Game, Set and Match                       |                 | 11 agosto 1971    |                 |
| 11 | Long Ride to Red Gap                      |                 | 18 agosto 1971    |                 |
| 12 | Winner Take All                           |                 | 25 agosto 1971    |                 |
| 13 | Critics Yes! But This Is Ridiculous!      |                 | 1º settembre 1971 |                 |